# Dycladia correbioides
Dycladia correbioides är en fjärilsart som beskrevs av Felder 1869. Dycladia correbioides ingår i släktet Dycladia och familjen björnspinnare. Inga underarter finns listade i Catalogue of Life.